# Пета економска школа „Раковица”
Пета економска школа „Раковица” једна је од средњих школа у Београду. Налази се у улици Хасанагинице 8 у општини Раковица, а основана је 1962. године.

## Историјат
Школа је основана решењем Народног одбора општине Чукарица, 25. априла 1962. године и почела је са радом као четворогодишња економска школа за образовање ученика за занимање књиговодствени техничар у згради ОШ „Кошутњак“,  1. септембра 1962. године.
Првобитно школа се звала Средња економска школа Раковица - Београд, а похађало ју је 184 ученика распоређених у пет одељења. Током постојања више пута је мењала назив и то :
- Средња економска школа, Раковица – Београд (1962—1965);[1]
- Пета економска школа, Раковица – Београд (1965—1977);
- Образовно-васпитна организација економско-комерцијалне струке „Раковица“, Раковица-Београд, или скраћено ОВОЕКС „Раковица“ (1977—1987);
- Економска школа „Раковица“, Раковица – Београд (1987—1991);[1]
- Пета економска школа „Раковица“ у Раковици, Београд (1991—данас).